# Lilias Torrance Newton
Lilias Torrance Newton (* 3. November 1896 in Lachine, Québec; † 10. Januar 1980 in Cowansville, Québec) war eine kanadische Malerin, Kunstpädagogin und Mitglied der Beaver Hall Group. Sie gilt als die bedeutendste Porträtkünstlerin Kanadas im 20. Jahrhundert.

## Leben
Lilias Torrance wurde als Tochter von Alice Mary Stewart und Forbes Torrance, einem Amateurzeichner und -dichter, geboren. Bereits im Alter von zwölf Jahren nahm sie Zeichenunterricht an der Art Association of Montreal und studierte ab ihrem sechzehnten Lebensjahr bei William Brymner. Während des Ersten Weltkriegs ging sie nach London, um für das Rote Kreuz zu arbeiten, und setzte dort ihre Studien bei dem aus Polen stammenden Maler Alfred Wolmark fort.
Sie war 1920 Gründungsmitglied der Beaver Hall Group und teilte sich mit Mabel May ein Atelier in Beaver Hall Hill, wo sie Kunstunterricht gab. 1923 studierte sie in Paris bei Alexander Jakowlew und kehrte 1923, 1929 und 1953 nach Paris zurück. 1921 heiratete sie Frederick G. Newton; die Ehe wurde 1933 geschieden. Lilias Newton wurde 1923 als assoziiertes Mitglied in die Royal Canadian Academy of Arts aufgenommen und 1939 zum ordentlichen Mitglied ernannt. Sie lehrte an ihrer Alma Mater, der Art Association of Montreal, und erhielt die Ehrendoktorwürde (LL.D.) der Universität von Toronto. 
Während der Great Depression verdiente Newton ihren Lebensunterhalt mit Porträtaufträgen. Als Eric Brown, Direktor der National Gallery of Canada, sie 1931 beauftragte, ihn zu malen, festigte sich ihr Ruf, und weitere wichtige Aufträge folgten. 1933 wurde ihr Gemälde Nude in the Studio aus der Ausstellung der Canadian Group of Painters in der Art Gallery of Toronto entfernt, da es als zu provokativ empfunden wurde. Dieses Ereignis brachte ihr jedoch erhöhte Aufmerksamkeit und Anerkennung. In den späten 1940er Jahren galt sie als die beste Porträtmalerin Kanadas und erhielt zahlreiche Aufträge von Universitäten, Führungskräften privater Unternehmen und der Regierung.
Lilias Newton unterrichtete auch, zunächst in ihrem Atelier und von 1934 bis 1940 zusammen mit Edwin Holgate an der Art Association of Montreal. 1941 nahm sie an der Kingston Conference teil und wurde als inoffizielle Kriegskünstlerin beauftragt, zwei Porträts kanadischer Soldaten zu malen. Nach dem Krieg bereiste sie das Land, um die kanadische Elite zu porträtieren. 1957 erhielt sie den Auftrag, das englische Königspaar zu malen. Lilias Newton malte bis 1975, als sie sich bei einem Sturz das Schlüsselbein brach. Sie starb 1980 im Alter von 83 Jahren in Cowansville, Quebec.

## Werk
Sie spezialisierte sich auf Porträts und schuf im Laufe ihrer Karriere über 300 Werke, darunter 1957 Porträts von Königin Elizabeth II. und Prinz Philip für Rideau Hall. Lilias Newton war die erste Kanadierin, die einen solchen Auftrag erhielt.